# Strathclyde (království)
Strathclyde [stresklajd], známý také jako Alt Clut (velšsky Ystrad Clut, ve staroangličtině Strað-Clota, znamená „údolí řeky Clyde“), bylo raně středověké království keltských Britů na území dnešního Skotska přezdívaného jako „Starý sever“ (Yr Hen Ogledd). Země byla obývána velšskými kmeny hovořícími cumbrijštinou, jazykem příbuzným staré velštině. Království vzniklo v 5. století, tj. historické období post-římské Británie, a zaniklo kolem roku 1030 připojením k sousednímu Skotskému království. Centrem království byl hrad Alt Clut (Dumbarton).